# Coub
Coub（クーブ）は、iOSとAndroidで利用することができる動画共有サービスウェブサイト。ユーザーは、YouTube、Vimeo、または自分が持つファイルの既存の動画を使用して、最長10秒でループする動画を作成し、共有することができる。アントンとイゴール・グラドコボロドフの兄弟が2012年に設立した同社は、アメリカ合衆国ニューヨークに拠点を置いている。
Coubには、毎月5000万人以上のユニークビジターがいる。